# Ahmad II ibn Ali
Àhmad II ibn Alí o Ahmed Bey (àrab: أحمد باي بن علي باي, Aḥmad Bāy b. ʿAlī Bāy) (La Marsa, 13 d'abril de 1862 - 19 de juny de 1942) fou bei de Tunis, de la dinastia hussaynita de Tunísia, del 1929 al 1942. Era fill d'Ali Muddat ibn al-Husayn.
Fou declarat príncep hereu del seu cosí Muhammad VI al-Habib el 14 de gener de 1928 i el va succeir quan aquest va morir l'11 de febrer de 1929. El corrent nacionalista del país estava representat pel moviment Destur, però els seus dirigents eren d'avançada edat i poc decidits. El 1934 a la reunió de Ksar Lehlel, el Destur es va dividir en dos fraccions: el Destur i el Neo Destur, aquest darrer dirigit per Habib Burguiba.
L'11 de juliol de 1940 es va establir a París el govern del general Henri Philippe Pétain i el 26 de juliol Jean Pierre Esteva era nomenat resident a Tunísia. El 24 de setembre de 1941 Charles de Gaulle establí el seu govern a l'exili a Londres. Els nacionalistes tunisians es van dividir entre col·laboracionistes i gaullistes; el vell Destur va donar suport a les noves autoritats de Vichy, mentre Burguiba donava suport a de Gaulle.
Àhmad II va morir el 19 de juny de 1942. El va succeir el seu cosí Muhammad VII al-Munsif, fill de Muhammad V al-Nasir. Va deixar deu fills i vuit filles. Entre els fills, el setè, el príncep Sidi Muhammad al-Taib (El Taïeb), fou cap de la casa reial del 1964 (o 1969) fins a la seva mort a Cartago el 29 d'abril de 1989.